# Помяри (Лодзинське воєводство)
Помяри (пол. Pomiary) — село в Польщі, у гміні Стшельці-Великі Паєнчанського повіту Лодзинського воєводства.
Населення — 162 особи (2011).
У 1975-1998 роках село належало до Ченстоховського воєводства.

## Демографія
Демографічна структура станом на 31 березня 2011 року:
|          | Загалом | Допрацездатний вік | Працездатний вік | Постпрацездатний вік |
| -------- | ------- | ------------------ | ---------------- | -------------------- |
| Чоловіки | 81      | 10                 | 61               | 10                   |
| Жінки    | 81      | 18                 | 39               | 24                   |
| Разом    | 162     | 28                 | 100              | 34                   |